# دیاگوراس ملوسی
دیاگوراس اهل ملوس یا دیاگوراس ملوسی (Διαγόρας ὁ Μήλιος) یا دیاگوراس "بی‌خدا"، شاعر یونانی و سوفسطائی سده ۵ پیش از میلاد بود. او در طول دوران باستان یک بی‌خدا در نظر گرفته می‌شد. به غیر از این نکته، اطلاعات کمی در مورد زندگی و باورهای او وجود دارد. او علیه دین یونان سخن گفت، و از اسرار اولوزیسی انتقاد نمود. آتنی‌ها او را به بی‌تقوایی متهم کردند، و او مجبور شد از شهر فرار کند. او در کورینتوس درگذشت.